# ホンダ開発
ホンダ開発株式会社（Honda Kaihatsu Co.,Ltd.）は、本田技研工業およびホンダグループ従業員向けの福利厚生サービスを担う企業。本田技研工業の連結子会社で、本社を埼玉県和光市に置く。

## 事業所
- 本社:埼玉県和光市
- 青山事業部（Honda 青山ビル内）:東京都港区
- 狭山事業部:埼玉県狭山市
- 浜松事業部:静岡県浜松市
- 鈴鹿事業部:三重県鈴鹿市
- 熊本事業部（本田技研工業(株)熊本製作所内）:熊本県菊池郡大津町
- 栃木事業部:栃木県芳賀郡芳賀町
- 新狭山ホテル:埼玉県狭山市

## 沿革
- 1959年（昭和34年）
  - 4月 - ホンダ不動産興業株式会社設立。
  - 12月 - ホンダ開発興業株式会社に改称。
- 1960年（昭和35年）
  - 1月 - 鈴鹿出張所（現・鈴鹿事業部）開設。
  - 3月 - 給食業務開始。
- 1961年（昭和36年）5月 - 浜松事業部開設。
- 1964年（昭和39年）11月 - 狭山出張所開設（後に狭山事業部に改称）。
- 1966年（昭和41年）7月 - 鈴鹿事業部にて物品販売業務開始。
- 1970年（昭和45年）9月 - ホンダ開発株式会社に改称。
- 1973年（昭和48年）
  - 8月 - 本社を東京都千代田区へ移転
  - 12月 - 開発総業株式会社に改称、本社を東京都中央区へ移転。
- 1974年（昭和49年）4月 - 熊本出張所（現・熊本事業部）を開設。
- 1978年（昭和53年）11月 - 栃木営業所（現・栃木事業部）を開設。
- 1984年（昭和59年）6月 - トラベルサービス部を新設。
- 1985年（昭和60年）
  - 6月 - 「ホテル新狭山」オープン。
  - 8月 - ホンダ開発株式会社に改称、本社を東京都港区へ移転。
- 1991年（平成3年）8月 - イギリスに現地法人 H.K.C.（U.K.） Limited（現・H.K.C.EUROPE Limited）を設立。
- 1993年（平成5年）2月 - イギリスにスタントンハウスホテルオープン（のちに2021年2月26日を以て事業譲渡）。
- 1995年（平成7年）7月 - 「新狭山ホテル（旧・ホテル新狭山）」新館オープン。
- 2005年（平成17年）10月 - 本社を埼玉県和光市へ移転（自社ビルを建設）。本社・和光事業部・狭山事業部を再編し、本社・埼玉事業部に変更。
- 2007年（平成19年）4月 - 本社・埼玉事業部を再編し、本社・青山事業部・和光事業部・狭山事業部に変更。
- 2011年（平成23年）12月 - インドに現地法人Honda Kaihatsu India Hospitality Pvt. Ltd.を設立。
- 2014年（平成26年）1月 - タイに合弁会社Honda Insurance Broker Asia Co.,Ltd.を設立。
- 2017年（平成29年）
  - 4月 - Honda企業内託児所「すくすくがーでん」（栃木県宇都宮市）開園。
  - 10月 - アメリカに現地法人 Honda Kaihatsu Americas, Inc.を設立。
- 2018年（平成30年）4月 - Honda企業内託児所「わいわいがーでん」（埼玉県和光市）開園。
- 2021年（令和3年）8月 - 本田技研工業株式会社の完全子会社となる。